# 武田龍夫
武田 龍夫（たけだ たつお、1928年（昭和3年）- 2007年（平成19年））は、日本の随筆家、外交官で、北欧文化協会理事長などを務めた。
武田竜夫とも表記する。夫人の武田和子（1938年生）は絵本画家。

## 経歴
北海道室蘭市出身。1954年に中央大学法学部卒。1954年（昭和29年）から外務省よりストックホルム大学にスウェーデン語留学生として派遣された。日本帰国後は在スウェーデン、デンマークの各・大使館の一等書記官、外務省北欧担当官などを経て、宮内庁式部官、イスタンブール総領事、東海大学教授、大阪外国語大学、立教大学非常勤講師などを歴任し、北欧関係の執筆著述を多く行った。
「世界日報」紙の常連寄稿者の1人で、同紙を賛美するメッセージを寄せている。

## 著作一覧
北欧
- 『スウェーデンの青い鳥』（NHKブックスジュニア、1976年）
- 『誰も書かなかったスウェーデン』（サンケイ出版、1977年）
- 『戦う北欧』（高木書房、1981年）
  - 『嵐の中の北欧　抵抗か中立か服従か』（中公文庫、1985年、改版2022年9月[4]）
- 『住んでみた北欧－五つの国の最新事情』（サイマル出版会、1981年）
  - 新版『白夜に谺する夏至祭の歓喜－北欧生活詩』（中公文庫、1996年6月）
- 『白夜の国ぐに　米ソ対立の谷間で』（中公新書、1985年）
- 『愛の伝説－中世北欧の愛と信仰』（東海大学出版会、1988年）
- 『物語 北欧の歴史－モデル国家の生成』（中公新書、1993年）
- 『北欧－その素顔との対話』（中央公論社、1995年）
- 『北欧が見えてくる』（サイマル出版会、1997年）
- 『北欧の外交』（東海大学出版会、1998年）
- 『福祉国家の闘い－スウェーデンからの教訓』（中公新書、2001年）
- 『北欧を知るための43章』（明石書店、2001年）
- 『物語 スウェーデン史－バルト大国を彩った国王、女王たち』（新評論、2003年）
- 『バイキングと北欧神話』（明石書店、2005年12月）
- 『北欧悲史－悲劇の国王、女王、王妃の物語』（明石書店、2006年11月）

宮内庁
- 『新宮中物語　皇居のなかで思う』（サイマル出版会、1986年）　　
  - 新版『宮中物語－元式部官の回想』（中公文庫、1997年1月）
- 『昭和天皇の時代－元式部官の私記』（勉誠出版、2007年9月）

外交
- 『外交官日記』（サイマル出版会、1983年／中公文庫、1996年3月）
- 『日本の外交－積極外交の条件』（サイマル出版会、1990年）
- 『世界の外交－国民性と国際政治』（サイマル出版会、1994年）
- 『国益の検証－日本外交の150年』（サイマル出版会、1996年6月）
- 『北欧の外交－戦う小国の相克と現実』（東海大学出版会、1998年）
- 『変われ！外交・外交官・外務省－外務省OBの叫び』（日新報道、2002年）

その他
- 『新月旗の国トルコ－その歴史と現在』（サイマル出版会、1987年）
- 『アウシュビッツ幻想紀行－ある愛と死』（サイマル出版会、1988年）
- 『マス・メディアの犯罪』（日新報道、2003年11月）
- 『新隣国論　仮面の隣国・素顔の隣国』（勉誠出版、2007年5月）
- 『新日本人論　日本人の偽悪醜・日本人の真善美』（勉誠出版、2007年5月）